# Gaetano Delogu
Gaetano Delogu, né le 14 avril 1934 à Messine et mort le 12 juin 2019 à Rome,, est un chef d'orchestre italien.

## Biographie
Gaetano Delogu travaille le violon puis la direction d'orchestre avec Franco Ferrara à Rome. En 1968 il remporte le premier prix au concours Mitropoulos à New York. En 1979 il dirige l'Orchestre symphonique de Denver jusqu'en 1986, plus tard, en 1995 l'Orchestre symphonique de Prague jusqu'en 1998.